# Антония Хибрида Младша
Антония Хибрида Младша (на латински: Antonia Hybrida Minor; * 73 пр.н.е.) е втората съпруга на Марк Антоний и негова първа братовчедка по бащина линия.
Вероятно тя се омъжва през 53/52 пр.н.е. и е втората съпруга на Марк Антоний. Преди това той е бил женен за Фадия, дъщеря на освободения Квинт Фадий Гал.
Според Плутарх, през 47 пр.н.е. Антоний се развежда с нея, тъй като разбира, че тя му изневерява с неговия приятел Публий Корнелий Долабела (консул 44 пр.н.е.). Антоний се жени за Фулвия.
Антония е дъщеря на Гай Антоний Хибрида, консул през 63 пр.н.е. и проконсул на провинция Македония. Сестра е на Антония Хибрида Старша, която се омъжва за римския трибун Луций Каниний Гал (народен трибун 56 пр.н.е.). По бащина линия е внучка на оратора Марк Антоний Оратор (консул 99 пр.н.е.).
Антония Хибрида Младша и Марк Антоний имат през 50 пр.н.е. една дъщеря също Антония, която се жени за гръка Питодор от Трал и ражда Питодорида, която се омъжва за понтийския цар Полемон I, наследява трона и става царица на Понт и Кападокия.